# Liste von Villen, Mietvillen und Landhäusern in Radebeul-West

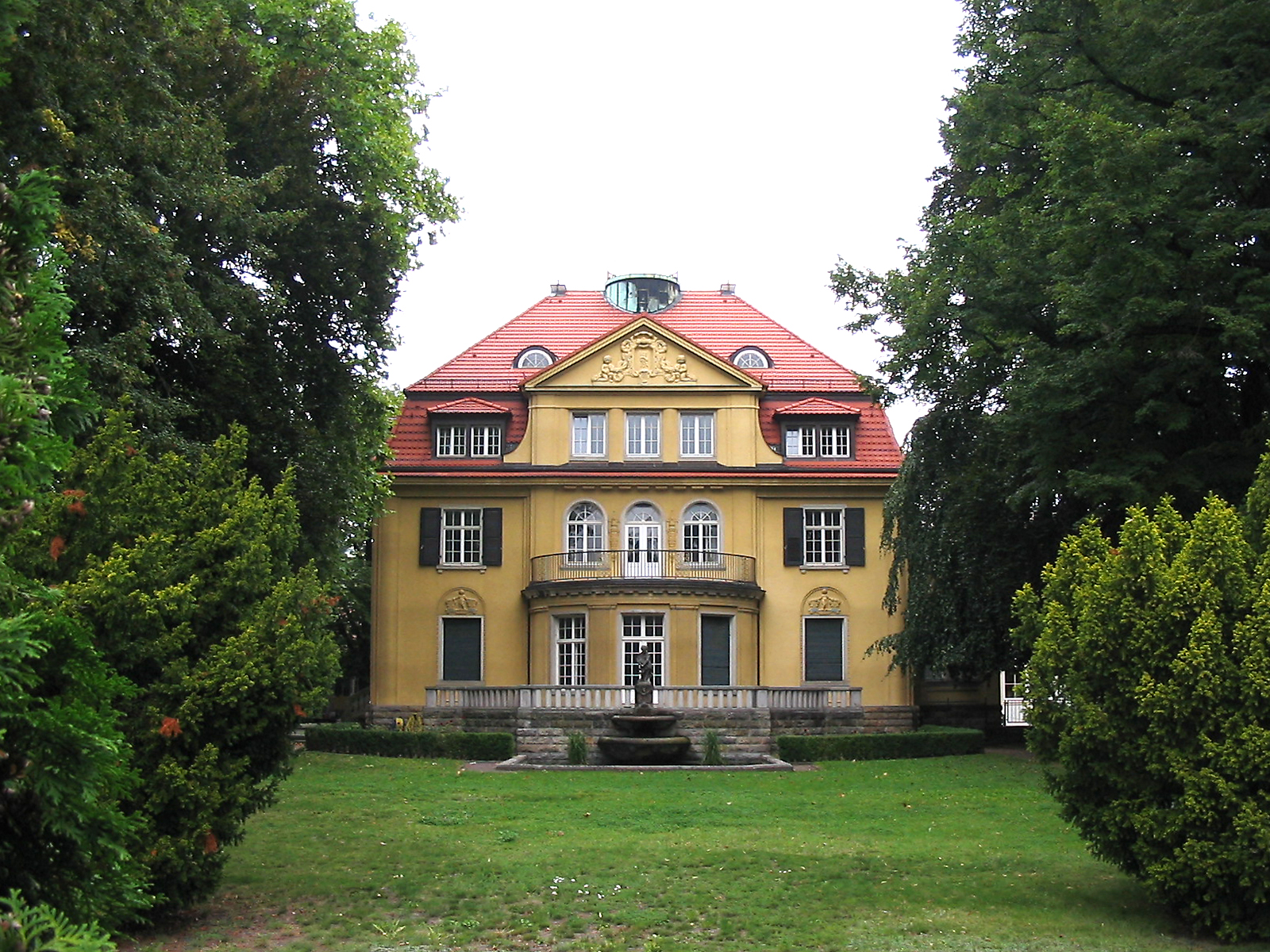
Hofmann-Villa

Die Liste von Villen, Mietvillen und Landhäusern in Radebeul-West gibt eine Übersicht über Wohngebäude im Westteil der sächsischen Stadt Radebeul, die entweder unter Denkmalschutz stehen oder standen oder die durch historische Erwähnung in vergangenen Jahrhunderten auf dem Gebiet der Lößnitz auch heute noch eine Rezeption finden. Dabei werden Landhäuser, Villen und Mietvillen zusammengefasst, da deren genaue Trennung häufig nicht möglich ist. Es handelt sich in jedem Fall um freistehende Gebäude mit Gartenflächen, jedoch existieren zahllose Übergangsformen wie villenartige Landhäuser oder landhausartige Villen, zu Mietvillen umgebaute Villen oder in jüngster Zeit zu einem Einfamilienhaus rückgewandelte, aus einem Landhaus zu einer Mietvilla umgebaute Häuser.
Die Villen, Mietvillen und Landhäuser in Radebeul-Ost finden sich in der entsprechenden Liste zu Radebeul-Ost.
Der Zeitraum der Liste hat seinen Schwerpunkt in den Jahren von etwa 1860 bis zum Beginn des Ersten Weltkriegs 1914, in diesem Zeitraum, der Hochzeit der Bevölkerungsentwicklung der Lößnitzgemeinden, wurde hauptsächlich historisierend gebaut. Zu Beginn des Zeitraums finden sich eine Reihe von spätklassizistischen Gebäuden, und zu Beginn des 20. Jahrhunderts wandte sich die Radebeuler Architektur der Reformbaukunst zu.
Maßgeblich geprägt wurde die Radebeuler Villenlandschaft, die sich nördlich der Haupteisenbahnstrecke befindet, durch die Lößnitzbaumeister Gebrüder Ziller. Darüber hinaus finden sich zahlreiche Werke von Baumeistern aus der Dresdner Semper-Nicolai-Schule, die mit ihren eigenen Bauunternehmungen selbst ihre Werke errichten konnten wie die Mitglieder der Baumeisterfamilie Große, Eisold, die Gebrüder Kießling oder auch Adolf Neumann. Daneben gab es zahlreiche Architekten, die für ihre Kundschaft in der Lößnitz Häuser entwarfen und bauen ließen wie Carl Käfer, Oswald Haenel oder Oskar Menzel.

## Legende
Die in der Tabelle verwendeten Spalten listen die im Folgenden erläuterten Informationen auf:
- Name, Bezeichnung: Bezeichnung des einzelnen Objekts.
- Adresse, Koordinaten: Heutige Straßenadresse, Lagekoordinaten.

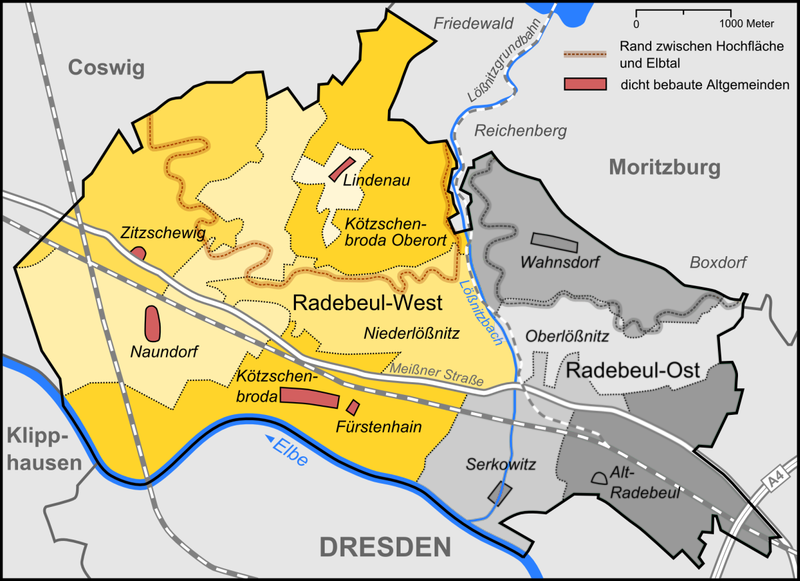
Übersicht über die Lage der Radebeuler Stadtteile

- Stadtteil: Radebeuler Stadtteil, so wie in der hiesigen Karte dargestellt.
  - FUE: Fürstenhain
  - KOE: Kötzschenbroda
  - KOO: Kötzschenbroda-Oberort
  - LIN: Lindenau
  - NAU: Naundorf
  - NDL: Niederlößnitz
  - ZIT: Zitzschewig
- Datum: Besondere Baujahre, so weit bekannt oder ableitbar, teilweise auch Datum der Ersterwähnung der Liegenschaft.
- Baumeister, Architekten: Baumeister, Architekten und weitere Kunstschaffende.
- Art des Kulturdenkmals, Bemerkung: Nähere Erläuterung über den Denkmalstatus, Umfang der Liegenschaft und ihre Besonderheiten. Erwähnung im Dehio[1]
  - Kürzelverzeichnis: [2]
  - ED: Das Objekt ist ein Einzeldenkmal.
  - SG: Das Objekt ist Teil einer denkmalpflegerischen Sachgesamtheit.
  - WLG: Das Objekt ist ein Werk der Landschafts- und Gartengestaltung.
  - DNA: Das Objekt ist eine denkmalpflegerische Nebenanlage.
- Bild: Foto des Hauptobjekts.

## Villen, Mietvillen und Landhäuser
| Name, Bezeichnung                                       | Adresse, Koordinaten                   | Stadtteil | Datum                                | Baumeister, Architekten                                                                               | Art des Kulturdenkmals, Bemerkung | Bild                                                                  |
| ------------------------------------------------------- | -------------------------------------- | --------- | ------------------------------------ | --- | --- | --------------------------------------------------------------------- |
| Landhaus Franz Hartung                                  | Altfriedstein 6 (Lage)                 | NDL       | 1909/10                              | Richard Aurich                                                                                        | ED. Wohnhaus. Villenkolonie Altfriedstein | Landhaus Franz Hartung                                                |
| Landhaus Altfriedstein 7                                | Altfriedstein 7 (Lage)                 | NDL       | 1910                                 | Schilling & Graebner                                                                                  | Kein Denkmalschutz. Landhaus. Villenkolonie Altfriedstein                                                                                              | Landhaus Altfriedstein 7                                              |
| Villa Julius Büttner                                    | Am Bornberge 2 (Lage)                  | NDL       | 1887/88, 1893                        | | ED. Villa | Villa Julius Büttner                                                  |
| Landhaus Am Bornberge 5                                 | Am Bornberge 5 (Lage)                  | KOE       | um 1850, 1887/88                     | | ED. Landhaus mit Einfriedung und gepflasterter Zufahrt. Radebeuler Bauherrenpreis 2000                                                                 | Landhaus Am Bornberge 5                                               |
| Mietvilla Heinrich Emil Unger                           | Am Bornberge 9 (Lage)                  | NDL       | 1892                                 | Adolf Neumann                                                                                         | ED. Villa mit Einfriedung. Ehemals unter der Adresse Wilhelm-Busch-Straße 18                                                                           | Mietvilla Heinrich Emil Unger                                         |
| Landhaus Carl Gottfried Bär                             | Am Bornberge 10 (Lage)                 | NDL       | 1888                                 | Adolf Neumann                                                                                         | ED. Villa (Landhaus), mit Einfriedung | Landhaus Carl Gottfried Bär                                           |
| Villa Martins-Klause                                    | Am Bornberge 16 (Lage)                 | NDL       | 1900/01                              | Adolf Neumann                                                                                         | ED. Mietvilla in Kopflage, mit Einfriedung? | Villa Martins-Klause                                                  |
| Villa Am Gottesacker 19                                 | Am Gottesacker 19 (Lage)               | KOE       | 1915/20                              | | ED. Villa | Villa Am Gottesacker 19                                               |
| Villa Am Jacobstein 1                                   | Am Jacobstein 1 (Lage)                 | NDL       | um 1900                              | | ED. Villa mit Einfriedung | Villa Am Jacobstein 1                                                 |
| Mietvilla Am Jacobstein 9                               | Am Jacobstein 9 (Lage)                 | NAU       | 1896/97                              | F. A. Bernhard Große                                                                                  | ED. Mietvilla mit Einfriedung | Mietvilla Am Jacobstein 9                                             |
| Mietvilla An der Jägermühle 1                           | An der Jägermühle 1 (Lage)             | NDL       | um 1905                              | | ED. Mietvilla, mit Mauer? | Mietvilla An der Jägermühle 1                                         |
| Wettinshöhe                                             | Auerweg 2, 2a (Lage)                   | ZIT       | 1875, 1879/80                        | August Große (Gärtnerhaus), Gebrüder Ziller (Umbau)                                                   | ED WLG. Ehemaliges Berggasthaus, dann Villa, mit Remise, Portalanlage, Einfriedung, Alleen, kleines Gärtnerhaus (Nr. 2a), Weinberg                     | Haus Wettinhöhe                                                       |
| Goldschmidtvilla, Villa Mon Repos, Haus der Kunst       | Auf den Bergen 9 (Lage)                | NDL       | 1894                                 | Adolf Neumann                                                                                         | ED. Villa, zwei Wohngebäude (Nr. 11 ehemaliges Bauernhaus, siehe dort) und Parkanlage                                                                  | Goldschmidtvilla, Blick von Osten                                     |
| Mietvilla Gustav Paul Tronicke                          | Auf den Scherzen 3 (Lage)              | NAU       | 1901                                 | Alfred Große                                                                                          | ED. Mietvilla | Mietvilla Gustav Paul Tronicke                                        |
| Villa Bernhard-Voß-Straße 17                            | Bernhard-Voß-Straße 17 (Lage)          | KOE       | 1898–00                              | Ernst Kießling                                                                                        | ED. Villa | Villa Bernhard-Voß-Straße 17                                          |
| Mietvilla Josef Hennl                                   | Bernhard-Voß-Straße 18 (Lage)          | KOE       | 1895/96                              | Moritz Große                                                                                          | ED. Mietvilla | Mietvilla Josef Hennl                                                 |
| Villa Bruno Krumbholz                                   | Bernhard-Voß-Straße 23 (Lage)          | KOE       | 1898                                 | | ED. Mietvilla. Orchester- und Musikerfachschule | Villa Bruno Krumbholz                                                 |
| Villa mit Produktionsgebäude Wilhelm Hofmann            | Bernhard-Voß-Straße 25, 25a (Lage)     | KOE       | 1905/06, 1911                        | Adolf Neumann, Felix Sommer (Erweiterung)                                                             | ED. Fabrikantenvilla (Nr. 25) und Produktionsgebäude (Nr. 25a) einer Fabrik. Bewohner: Johannes Wilhelm Hofmann, Elektroarmaturenwerk JWH              | Villa im Vordergrund, Produktionsgebäude im Hintergrund (linker Teil) |
| Landhaus Gustav Müller                                  | Blumenstraße 4 (Lage)                  | NDL       | 1904/05                              | Carl Käfer (Erstentwurf), Adolf Neumann (Planänderungen und Bau)                                      | ED. Villa mit Einfriedung | Landhaus Blumenstraße 4                                               |
| Villa Blumenstraße 5                                    | Blumenstraße 5 (Lage)                  | NDL       | 1879/80, 1925                        | Friedrich Rößler                                                                                      | ED. Landhausartige Villa mit Einfriedung. Besitzer: Karl Sinkwitz                                                                                      | Villa Blumenstraße 5                                                  |
| Villa Korea                                             | Blumenstraße 6 (Lage)                  | NDL       | 1897/98                              | Adolf Neumann                                                                                         | ED. Mietvilla mit Einfriedung. Radebeuler Bauherrenpreis 2022. Bewohner: Carl v. Waeber                                                                | Villa Korea                                                           |
| Villa Anna R. Donath                                    | Blumenstraße 9 (Lage)                  | NDL       | 1893                                 | Adolf Neumann                                                                                         | ED. Wohnhaus | Villa Blumenstraße 9                                                  |
| Villa Dora                                              | Blumenstraße 11 (Lage)                 | NDL       | 1892/93                              | Carl Käfer                                                                                            | ED. Wohnhaus mit Einfriedung | Villa Dora                                                            |
| Villa Relly                                             | Blumenstraße 12 (Lage)                 | NDL       | 1896–1901                            | Gebrüder Große                                                                                        | ED. Mietvilla in Ecklage | Villa Relly                                                           |
| Villa Gustav Mohn                                       | Blumenstraße 15 (Lage)                 | NDL       | 1892/93                              | Adolf Neumann                                                                                         | ED. Mietvilla | Villa Blumenstraße 15                                                 |
| Villa Brésil                                            | Blumenstraße 16 (Lage)                 | NDL       | 1899, 1912                           | Gebrüder Große, Alfred Große (Ausbau)                                                                 | ED. Villa mit Jugendstilverglasung, mit Einfriedung | Villa Brésil                                                          |
| Villa Musenheim                                         | Blumenstraße 17 (Lage)                 | NDL       | 1898                                 | Carl Käfer                                                                                            | ED. Mietvilla | Villa Musenheim                                                       |
| Mietvilla Blumenstraße 19                               | Blumenstraße 19 (Lage)                 | NDL       | 1896–98                              | Gebrüder Große                                                                                        | ED. Villa mit Einfriedung | Mietvilla Blumenstraße 19                                             |
| Villa Blumenstraße 21                                   | Blumenstraße 21 (Lage)                 | NDL       | 1893/94                              | Moritz Große                                                                                          | ED. Villa mit Ecklaube, in Ecklage | Villa Blumenstraße 21                                                 |
| Villa Augusta                                           | Bodelschwinghstraße 2 (Lage)           | NDL       | um 1895                              | | ED. Villa, mit Eingangstor | Villa Augusta                                                         |
| Mietvilla Emil Förster                                  | Bodelschwinghstraße 6 (Lage)           | NDL       | 1902                                 | Adolf Neumann                                                                                         | ED. Villa | Mietvilla Emil Förster                                                |
| Villa Ernst Louis Kempe                                 | Bodelschwinghstraße 8 (Lage)           | NDL       | 1904/05, 1994–96                     | Ernst Claus                                                                                           | ED DNA. Villa mit Garten, Einfriedungsmauer mit Zaun und Tor. „Eine der besten Jugendstilvillen Radebeuls“. Radebeuler Bauherrenpreis 1997             | Villa Ernst Louis Kempe                                               |
| Villa Jägers Heim                                       | Borstraße 4, 4c (Lage)                 | NDL       | 1897/99, 1919                        | Gebrüder Große, Adolf Neumann (jeweils Teilrealisierung)                                              | ED. Villa und Remise mit Kutscherwohnung | Villa Jägers Heim                                                     |
| Villa Borstraße 7                                       | Borstraße 7 (Lage)                     | NDL       | 1845, 1865 und 1874                  | Gebrüder Ziller (Aufstockung)                                                                         | ED. Villa | Villa Borstraße 7                                                     |
| Villa Borstraße 9                                       | Borstraße 9 (Lage)                     | NDL       | um 1850                              | Christian Gottlieb Ziller                                                                             | Kein Denkmalschutz. Villa | Seniorenresidenz Herderpark, Villa                                    |
| Katholisches Pfarramt                                   | Borstraße 11 (Lage)                    | NDL       | 1876–78, 1927/28, 1939               | Gebrüder Ziller, Max Czopka (Entwurf Modernisierung), Franz Jörissen (Einbau Kapelle, Modernisierung) | ED. Villa mit kath. Kapelle | Katholisches Pfarramt, links die Kante der Kirche Christus König      |
| Villa Louise Maria Koch                                 | Borstraße 14 (Lage)                    | NDL       | 1881–84, 1916                        | August Seifert, Paul Ziller                                                                           | ED. Villa in Ecklage | Villa Louise Maria Koch                                               |
| Villa Heimburg                                          | Borstraße 15 (Lage)                    | NDL       | 1895                                 | F. W. Eisold                                                                                          | ED. Villa mit Einfriedung. Wohnsitz von Wilhelmine Heimburg                                                                                            | Villa Heimburg in der Borstraße                                       |
| Villa Borstraße 17                                      | Borstraße 17, 17a (Lage)               | NDL       | 1872                                 | Gebrüder Ziller (Anbau)                                                                               | ED. Wohnhaus mit Nebengebäude | Villa Borstraße 17                                                    |
| Villa Elisa                                             | Borstraße 19 (Lage)                    | NDL       | 1878                                 | Gebrüder Ziller                                                                                       | ED. Villa mit Nebengebäude und Einfriedung | Villa Elisa                                                           |
| Villa Hildebrandt                                       | Borstraße 27 (Lage)                    | NDL       | 1872, 1905                           | August Große, F. A. Bernhard Große (Umbau)                                                            | ED WLG. Mietvilla und parkähnlich gestaltetes Grundstück, mit Terrassenanlage und Baumbestand                                                          | Villa Hildebrandt                                                     |
| Lydiahaus                                               | Borstraße 28 (Lage)                    | NDL       | um 1898, 1902                        | Paul Götze jun.                                                                                       | ED. Villa, heute Bestandteil des Krankenhauses | Lydiahaus                                                             |
| Villa Borstraße 41                                      | Borstraße 41 (Lage)                    | NDL       | um 1860                              | | ED. Villa mit Anbauten, Einfriedung und Toreinfahrt | Villa Borstraße 41                                                    |
| Villa Sanssoucie                                        | Borstraße 47 (Lage)                    | NDL       | um 1895, 1906                        | Alfred Große (Anbau)                                                                                  | ED. Mietshaus mit Nebengebäude und Einfriedung. Bewohner: Max Lehnig                                                                                   | Villa Sanssoucie                                                      |
| Villa Borstraße 58                                      | Borstraße 58 (Lage)                    | NDL       | 1896/97                              | Adolf Neumann                                                                                         | ED. Mietvilla | Villa Borstraße 58                                                    |
| Villa Wartburg                                          | Burgstraße 4 (Lage)                    | NDL       | um 1900                              | | ED. Villa | Burgstraße 4                                                          |
| Villa Vogelhaus                                         | Burgstraße 5 (Lage)                    | NDL       | 1900                                 | Ernst Claus                                                                                           | ED. Mietshaus | Villa Vogelhaus                                                       |
| Villa Göbel                                             | Dr.-Külz-Straße 2 (Lage)               | NDL       | 1902/04                              | Adolf Neumann (Entwurf Felix Sommer)                                                                  | ED. Mietvilla mit Einfriedung | Villa Göbel                                                           |
| Villa Fabrikant Sommer                                  | Dr.-Külz-Straße 25 (Lage)              | NDL       | um 1908                              | Oskar Menzel (Entwurf), Adolf Neumann (Bau)                                                           | ED. Villa, Pavillon mit Kavaliershaus und Einfriedung, neobarocke Fassadenornamentik                                                                   | Villa Fabrikant Sommer                                                |
| Villa Doris                                             | Dr.-Külz-Straße 32 (Lage)              | NDL       | um 1899                              | Friedrich Immendorf                                                                                   | ED. Mietshaus mit Einfriedung. Mietvilla | Villa Doris                                                           |
| Villa Susanne, Villa Susanna                            | Dr.-Külz-Straße 34 (Lage)              | NDL       | 1898/99                              | Friedrich Immendorf                                                                                   | ED. Mietvilla mit Einfriedung | Villa Susanne                                                         |
| Villa Susanne                                           | Dr.-Rudolf-Friedrichs-Straße 12 (Lage) | NDL       | 1889–91, 1932/33                     | Carl Käfer                                                                                            | ED. Mietshaus | Dr.-Rudolf-Friedrichs-Straße 12                                       |
| Villa Bohemia, Villa Augusta                            | Dr.-Rudolf-Friedrichs-Straße 13 (Lage) | NDL       | 1893                                 | Adolf Neumann                                                                                         | ED. Villa | Villa Bohemia                                                         |
| Villa Marie                                             | Dr.-Rudolf-Friedrichs-Straße 17 (Lage) | NDL       | 1893/94                              | Adolf Neumann                                                                                         | ED. Villa mit Einfriedung. Besitzer: Caspar Albrecht Bernhard Freiherr Gans Edler zu Putlitz. Bewohner Max von Weddig                                  | Villa Marie                                                           |
| Villa Ernst Robert Richter                              | Dr.-Rudolf-Friedrichs-Straße 19 (Lage) | NDL       | 1894/95                              | Adolf Neumann                                                                                         | ED. Villenartiges Wohnhaus, mit Einfriedung | Dr.-Rudolf-Friedrichs-Straße 19                                       |
| Villa Max Hugo Voigtländer                              | Dr.-Rudolf-Friedrichs-Straße 42 (Lage) | NDL       | 1898                                 | Adolf Neumann                                                                                         | ED. Villa | Villa Max Hugo Voigtländer                                            |
| Villa Nirwana                                           | Dürerstraße 1 (Lage)                   | KOE       | 1894/96                              | Ernst Kießling                                                                                        | ED. Mietvilla, heute Musikschule | Villa Nirwana                                                         |
| Villa Dürerstraße 5                                     | Dürerstraße 5 (Lage)                   | KOE       | 1895/96                              | Ernst Kießling                                                                                        | ED. Mietvilla | Villa Dürerstraße 5                                                   |
| Villa Dürerstraße 7                                     | Dürerstraße 7 (Lage)                   | KOE       | 1896/97                              | Ernst Kießling, Otto Foerster (Umbau)                                                                 | ED. Mietvilla in Ecklage | Villa Dürerstraße 7                                                   |
| Fabrikantenvilla Carl Pieper                            | Fabrikstraße 9 (Lage)                  | KOE       | 1889/90                              | Moritz Große                                                                                          | Denkmalschutz nach 2012 aufgehoben. Villa | Villa Fabrikstraße 9                                                  |
| Villa Flemmingstraße 2                                  | Flemmingstraße 2 (Lage)                | KOE       |                                      | | Kein Denkmalschutz. Villa. Bewohner: Lina Mayr | Villa Flemmingstraße 2                                                |
| Villa Flemmingstraße 3                                  | Flemmingstraße 3 (Lage)                | KOE       | 1895–97                              | Moritz Große                                                                                          | ED. Mietvilla | Villa Flemmingstraße 3                                                |
| Mietvilla Oscar Papsdorf                                | Flemmingstraße 5 (Lage)                | KOE       | 1899/1900                            | E. W. Säurig                                                                                          | ED. Mietvilla | Mietvilla Oscar Papsdorf                                              |
| Villa Gradsteg 19                                       | Gradsteg 19 (Lage)                     | NDL       | um 1880                              | | ED. Wohnhaus, landhausartige Villa | Gradsteg 19                                                           |
| Villa Edelweiß                                          | Gradsteg 34 (Lage)                     | NDL       | 1882/83                              | F. A. Bernhard Große                                                                                  | ED. Villa | Gradsteg 34                                                           |
| Villa Gradsteg 41                                       | Gradsteg 41 (Lage)                     | NDL       | um 1875                              | Große                                                                                                 | ED. Wohnhaus | Gradsteg 41                                                           |
| Sängers Heim, Villa Sophie                              | Gradsteg 42 (Lage)                     | NDL       |                                      | | Kein Denkmalschutz. Landhaus des Opernsängers Sebastian Hofmüller.                                                                                     | Gradsteg 42                                                           |
| Villa Gradsteg 44                                       | Gradsteg 44 (Lage)                     | NDL       | 1896/97                              | Gebrüder Große                                                                                        | ED. Villa | Villa Gradsteg 44                                                     |
| Landhaus Elfriede                                       | Gradsteg 46 (Lage)                     | NDL       |                                      | | Kein Denkmalschutz. Landhaus des Malers Paul Wilhelm, bis 1920 Max König.                                                                              | Wohnhaus Paul Wilhelms, Gradsteg 46                                   |
| Mietvilla Gradsteg 50                                   | Gradsteg 50 (Lage)                     | NDL       | 1893/94                              | Moritz Große                                                                                          | ED. Mietvilla | Mietvilla Gradsteg 50                                                 |
| Villa Emma                                              | Gradsteg 51 (Lage)                     | NDL       | 1890, 1922, 1995/96                  | | Kein Denkmalschutz. Stadtvilla. Radebeuler Bauherrenpreis 1997. Nach 1900 wohnte dort der Schriftsteller Baron Alexandre Le Painturiér de Guillerville | Villa Gradsteg 51                                                     |
| Landhaus Wilhelmine Martienssen                         | Gradsteg 58 (Lage)                     | NDL       | 1923/24                              | Moritz Umlauft                                                                                        | ED. Villa | Landhaus Wilhelmine Martienssen                                       |
| Villa Güterhofstraße 9a                                 | Güterhofstraße 9a (Lage)               | KOE       | 1908/09                              | Alfred Große                                                                                          | ED. Fabrikantenvilla, Fenster mit Bleiverglasung. Bewohner: Edwin Bauer                                                                                | Villa Güterhofstraße 9a                                               |
| Villa Sophie                                            | Güterhofstraße 11 (Lage)               | KOE       | 1890/91                              | Adolf Neumann                                                                                         | ED. Fabrikantenvilla | Villa Sophie                                                          |
| Villa Heinrich Golles                                   | Hainstraße 6 (Lage)                    | KOE       | 1882/83                              | F. A. Bernhard Große                                                                                  | ED. Villa | Villa Heinrich Golles                                                 |
| Landhaus Johann Traugott Philipp                        | Hainstraße 7 (Lage)                    | KOE       | 1868                                 | Gebrüder Ziller                                                                                       | ED. Wohnhaus | Landhaus Johann Traugott Philipp                                      |
| Villa Harmoniestraße 5                                  | Harmoniestraße 5 (Lage)                | KOE       |                                      | | Kein Denkmalschutz. Wohnsitz von Louise Roth | Roths Wohnhaus in der Harmoniestraße 5                                |
| Landhaus Harmoniestraße 9                               | Harmoniestraße 9 (Lage)                | KOE       | 1886                                 | | ED. Landhausartiges Wohnhaus | Landhaus Harmoniestraße 9                                             |
| Villa Robert Winkelmann                                 | Heinrich-Heine-Straße 5 (Lage)         | NDL       | 1887–90                              | F. A. Bernhard Große                                                                                  | ED. Landhausartige Villa mit Einfriedung | Villa Heinrich-Heine-Straße 5                                         |
| Villa Theodor Clemens Hanke                             | Heinrich-Heine-Straße 6 (Lage)         | NDL       | 1886/87                              | Adolf Neumann                                                                                         | ED. Landhausartige Villa mit Einfriedung | Villa Theodor Clemens Hanke                                           |
| Villa Heinrich-Heine-Straße 7                           | Heinrich-Heine-Straße 7 (Lage)         | NDL       | um 1890                              | | ED. Villa mit Einfriedung | Villa Heinrich-Heine-Straße 7                                         |
| Villa Robert Winkelmann                                 | Heinrich-Heine-Straße 8 (Lage)         | NDL       | 1887–90                              | F. A. Bernhard Große                                                                                  | ED. Mietvilla mit Einfriedung. Besitzer: Fritz Spindler                                                                                                | Villa Heinrich-Heine-Straße 8                                         |
| Villa Bernhard Große                                    | Heinrich-Heine-Straße 10 (Lage)        | NDL       | 1891–94                              | F. A. Bernhard Große                                                                                  | ED DNA. Villa mit Garten und Brunnen, in Ecklage. Besitzer: F. A. Bernhard Große                                                                       | Villa Bernhard Große                                                  |
| Mietvilla Heinrich-Zille-Straße 1                       | Heinrich-Zille-Straße 1 (Lage)         | NDL       | 1895                                 | Hugo Große                                                                                            | ED. Mietvilla mit Teilen der Einfriedung | Mietvilla Heinrich-Zille-Straße 1                                     |
| Gotisches Haus                                          | Heinrich-Zille-Straße 5 (Lage)         | NDL       | vor 1850, um 1850, 1874              | Christian Gottlieb Ziller, Gebrüder Ziller (Aufstockung)                                              | Trotz Denkmalschutz in den 2000er Jahren abgebrochen. Mietvilla mit Teilen der Einfriedung                                                             | Zillerstraße, Foto 1999. Westgiebel und Südseite des Gotischen Hauses |
| Villa Heinrich-Zille-Straße 39                          | Heinrich-Zille-Straße 39 (Lage)        | NDL       | 1888/89                              | Ernst Kießling                                                                                        | ED. Mietvilla mit Einfriedung in Ecklage | Villa Heinrich-Zille-Straße 39                                        |
| Villa Heinrich-Zille-Straße 47                          | Heinrich-Zille-Straße 47 (Lage)        | KOE       | um 1870                              | Moritz Große                                                                                          | ED. Villa, Ätzglas in Veranda | Villa Heinrich-Zille-Straße 47                                        |
| Villa Carl Bär                                          | Heinrich-Zille-Straße 51 (Lage)        | KOE       | 1881/82                              | Adolf Neumann                                                                                         | ED. Villa mit Einfriedung | Villa Carl Bär                                                        |
| Landhaus Heinrich Golles                                | Heinrich-Zille-Straße 55 (Lage)        | KOE       | 1873–75, 1913                        | Alfred Große (Anbau)                                                                                  | ED. Wohnhaus | Landhaus Heinrich Golles                                              |
| Mietvilla Heinrich-Zille-Straße 56                      | Heinrich-Zille-Straße 56 (Lage)        | NDL       | 1892/94                              | Ernst Kießling                                                                                        | ED. Mietvilla mit Einfriedung, Vorgarten und Garage (Kraftwagenhalle)                                                                                  | Mietvilla Heinrich-Zille-Straße 56                                    |
| Landhaus Heinrich-Zille-Straße 59                       | Heinrich-Zille-Straße 59 (Lage)        | KOE       | 1905                                 | Alfred Große                                                                                          | ED. Mietvilla | Landhaus Heinrich-Zille-Straße 59                                     |
| Landhaus Heinrich-Zille-Straße 61                       | Heinrich-Zille-Straße 61 (Lage)        | KOE       | um 1850                              | Karl Goetze                                                                                           | ED. Wohnhaus mit Nebengebäude und Toreinfahrt. Besitzer: Karl Friedrich von Süßmilch genannt Hörnig                                                    | Landhaus Heinrich-Zille-Straße 61                                     |
| Villa Heinrich-Zille-Straße 66                          | Heinrich-Zille-Straße 66 (Lage)        | NDL       | 1887/88                              | F. A. Bernhard Große                                                                                  | ED. Villa | Villa Heinrich-Zille-Straße 66                                        |
| Villa Josephine                                         | Heinrich-Zille-Straße 68 (Lage)        | NDL       | 1888/89                              | F. A. Bernhard Große                                                                                  | ED. Villa. Bewohner: Heinrich Germer | Villa Josephine                                                       |
| Villa Marie Miersch                                     | Heinrich-Zille-Straße 82 (Lage)        | NDL       | 1906                                 | Felix Sommer                                                                                          | ED. Mietvilla | Villa Marie Miersch                                                   |
| Mietvilla Ernst Gottlieb Hoffmann                       | Heinrichstraße 1 (Lage)                | NDL       | 1895                                 | Carl Käfer (Entwurf), Gebrüder Ziller (Bau)                                                           | ED. Mietvilla | Mietvilla Ernst Gottlieb Hoffmann                                     |
| Villa Minna                                             | Heinrichstraße 7 (Lage)                | NDL       | 1895/96, 1908                        | Adolf Neumann                                                                                         | ED. Mietvilla | Villa Minna                                                           |
| Mietvilla Heinrich Völkel                               | Heinrichstraße 9 (Lage)                | NDL       | 1896/97                              | Adolf Neumann                                                                                         | ED. Mietvilla | Mietvilla Heinrich Völkel                                             |
| Villa Hermann-Ilgen-Straße 30                           | Hermann-Ilgen-Straße 30 (Lage)         | KOE       | um 1860                              | | ED. Villenartiges Wohnhaus | Villa Hermann-Ilgen-Straße 30                                         |
| Landhaus Edmund Kießling                                | Hohe Straße 4 (Lage)                   | KOE       | 1914                                 | Edmund Kießling, Alfred Große (Bau)                                                                   | ED. Mietvilla mit Gartenpavillon und Einfriedung. Besitzer: Edmund Kießling                                                                            | Landhaus Edmund Kießling                                              |
| Villa Friedrich Traugott Hermann Claus                  | Hohe Straße 29 (Lage)                  | NDL       | 1894                                 | Adolf Neumann                                                                                         | ED. Villa | Villa Friedrich Traugott Hermann Claus                                |
| Villa Hohe Straße 33                                    | Hohe Straße 33 (Lage)                  | NDL       | 1897                                 | Gebrüder Große                                                                                        | ED. Mietvilla mit Einfriedung | Villa Hohe Straße 33                                                  |
| Villa Spiro spero                                       | Hohe Straße 35 (Lage)                  | NDL       | 1892, 1898                           | Gebrüder Große, Hugo Große (Anbau)                                                                    | ED. Mietvilla mit Einfriedung | Villa Spiro spero                                                     |
| Villa Thea                                              | Hohe Straße 37 (Lage)                  | NDL       |                                      | | Kein Denkmalschutz. Villa. Bewohner: Thea von Harbou                                                                                                   | Villa Hohe Straße 37                                                  |
| Villa Edmund Friedrich Werner                           | Hohe Straße 38 (Lage)                  | NDL       | 1891/95                              | Adolf Neumann (Entwurf), Hugo Große (Bau)                                                             | ED. Villa und Torsäulen mit Löwen | Villa Edmund Friedrich Werner                                         |
| Mietvilla Friedrich Traugott Hermann Claus              | Hohe Straße 39 (Lage)                  | NDL       | 1894                                 | Adolf Neumann                                                                                         | ED. Mietvilla mit Einfriedung | Mietvilla Friedrich Traugott Hermann Claus                            |
| Villa Gustav Hermann Claus                              | Hohe Straße 41 (Lage)                  | NDL       | 1893                                 | Adolf Neumann                                                                                         | ED. Mietvilla | Villa Gustav Hermann Claus                                            |
| Villa Hohe Straße 45                                    | Hohe Straße 45 (Lage)                  | NDL       | 1894/95                              | Adolf Neumann                                                                                         | ED. Villa. Bewohner: Silvia Brand | Villa Hohe Straße 45                                                  |
| Mietvilla Horst-Viedt-Straße 1                          | Horst-Viedt-Straße 1 (Lage)            | NDL       | um 1900                              | | ED. Mietvilla mit Einfriedung, in Ecklage | Mietvilla Horst-Viedt-Straße 1                                        |
| Villa Lina                                              | Horst-Viedt-Straße 3 (Lage)            | NDL       | 1900/01, 1904                        | Adolf Neumann                                                                                         | ED. Villa mit Einfriedung | Villa Lina                                                            |
| Villa Höfer                                             | Horst-Viedt-Straße 15 (Lage)           | NDL       | 1915                                 | J. Steyer (Entwurf), Adolf Menzel (Bau)                                                               | ED. Mietvilla mit Einfriedung | Horst-Viedt-Straße 15                                                 |
| Mietvilla Horst-Viedt-Straße 19                         | Horst-Viedt-Straße 19 (Lage)           | NDL       | um 1890                              | | ED. Mietvilla mit Einfriedung | Horst-Viedt-Straße 19                                                 |
| Mietvilla Carl Ernst Claus                              | Horst-Viedt-Straße 21 (Lage)           | NDL       | 1899, 1919                           | Felix Sommer (Umbau)                                                                                  | ED. Mietvilla | Horst-Viedt-Straße 21                                                 |
| Mietvilla Humboldtstraße 1                              | Humboldtstraße 1 (Lage)                | NDL       | 1894–96                              | Moritz Große                                                                                          | ED. Villa | Humboldtstraße 1                                                      |
| Haus Preuße                                             | Humboldtstraße 3 (Lage)                | NDL       | 1895/96                              | Moritz Große                                                                                          | ED. Mietvilla mit Einfriedung | Humboldtstraße 3                                                      |
| Mietvilla Humboldtstraße 5                              | Humboldtstraße 5 (Lage)                | NDL       | 1896/97                              | Gebrüder Große, Gunter Herrmann                                                                       | ED. Mietvilla mit Einfriedung. Radebeuler Bauherrenpreis 1997                                                                                          | Humboldtstraße 5                                                      |
| Mietvilla Humboldtstraße 7                              | Humboldtstraße 7 (Lage)                | NDL       | 1896/97                              | Gebrüder Große                                                                                        | ED. Mietvilla. Bewohner: Alfred Müller | Mietvilla Humboldtstraße 7, Blick von Osten                           |
| Landhaus Artur Robert Werner                            | Humboldtstraße 11 (Lage)               | NDL       | 1902                                 | Hugo Göpfert                                                                                          | ED. Villa | Humboldtstraße 11                                                     |
| Villa Max Kuntze                                        | Jagdweg 6 (Lage)                       | NDL       | 1898/99                              | Oskar Menzel                                                                                          | ED. Villa | Villa Max Kuntze                                                      |
| Villa Welzigstein                                       | Jägerhofstraße 47 (Lage)               | NDL       | 1877/78                              | Gebrüder Ziller                                                                                       | ED. Villa mit Nebengebäude | Villa Welzigstein                                                     |
| Mietvilla Carl Georg Semper                             | Jägerstraße 4 (Lage)                   | KOO       | 1898/99                              | Adolf Neumann                                                                                         | ED. Villa | Mietvilla Carl Georg Semper                                           |
| Villa Johannesstraße 13                                 | Johannesstraße 13 (Lage)               | NDL       | 1892                                 | Moritz Große                                                                                          | ED. Landhausartige Villa | Villa Johannesstraße 13                                               |
| Villa Johannesstraße 15                                 | Johannesstraße 15 (Lage)               | NDL       | 1891/92                              | Moritz Große                                                                                          | ED. Landhausartige Villa | Villa Johannesstraße 15                                               |
| Mietvilla Karl Gottfried Bär                            | Karl-Liebknecht-Straße 1 (Lage)        | NDL       | 1898/02                              | Adolf Neumann                                                                                         | ED. Mietvilla mit Einfriedung | Mietvilla Karl Gottfried Bär                                          |
| Villa Susanna, Villa Hanni                              | Karl-Liebknecht-Straße 3 (Lage)        | NDL       | 1893/94                              | Adolf Neumann                                                                                         | ED. Villa mit Einfriedung. Bewohner: Alfred Naumann | Villa Susanna                                                         |
| Villa Karl-Liebknecht-Straße 4                          | Karl-Liebknecht-Straße 4 (Lage)        | NDL       | 1896                                 | | ED. Villa | Villa Karl-Liebknecht-Straße 4                                        |
| Landhaus Ernst Stauch                                   | Karl-Liebknecht-Straße 8 (Lage)        | NDL       | 1910/11                              | Gebrüder Kießling                                                                                     | ED. Landhausartiges Wohnhaus mit Einfriedung | Landhaus Ernst Stauch                                                 |
| Mietvilla Moritz Umlauft                                | Karl-Liebknecht-Straße 10 (Lage)       | NDL       | 1900                                 | Adolf Neumann                                                                                         | ED. Mietvilla mit Einfriedung | Mietvilla Moritz Umlauft                                              |
| Mietvilla Karl-Liebknecht-Straße 11                     | Karl-Liebknecht-Straße 11 (Lage)       | NDL       | 1912                                 | Felix Sommer (Entwurf, Bauleitung)                                                                    | ED. Mietvilla mit Einfriedung | Mietvilla Karl-Liebknecht-Straße 11                                   |
| Villa Minerva                                           | Karl-Liebknecht-Straße 12 (Lage)       | NDL       | 1889/90                              | Carl Käfer                                                                                            | ED. Landhausartige Villa | Villa Minerva                                                         |
| Mietvilla Karl-Liebknecht-Straße 13                     | Karl-Liebknecht-Straße 13 (Lage)       | NDL       | 1912                                 | Felix Sommer (Entwurf, Bauleitung)                                                                    | ED. Mietvilla mit Einfriedung | Mietvilla Karl-Liebknecht-Straße 13                                   |
| Villa Emilie                                            | Karl-Liebknecht-Straße 14 (Lage)       | NDL       | 1890/95                              | | ED. Mietvilla mit Einfriedung | Villa Emilie                                                          |
| Villa Karl-Liebknecht-Straße 17                         | Karl-Liebknecht-Straße 17 (Lage)       | NDL       | 1886/87                              | F. A. Bernhard Große                                                                                  | ED. Landhausartige Villa | Villa Karl-Liebknecht-Straße 17                                       |
| Villa Frieda                                            | Karlstraße 1 (Lage)                    | NDL       | 1900–02                              | F. A. Bernhard Große                                                                                  | ED. Mietvilla | Villa Frieda                                                          |
| Haus Gotendorf                                          | Karlstraße 4 (Lage)                    | NDL       | 1876–78                              | | ED. Villa mit Einfriedung. Erwähnung im Dehio | Haus Gotendorf                                                        |
| Frenzelsches Haus                                       | Karlstraße 8 (Lage)                    | NDL       | 1872/73                              | Moritz Große                                                                                          | ED WLG. Landhaus mit Nebengebäude, Garten und Einfriedung                                                                                              | Frenzelsches Haus                                                     |
| Villa Meta                                              | Karlstraße 9 (Lage)                    | NDL       | um 1885                              | Adolf Neumann                                                                                         | ED. Villa | Villa Meta                                                            |
| Villa Karlstraße 10                                     | Karlstraße 10 (Lage)                   | NDL       | 1893/94                              | F. A. Bernhard Große                                                                                  | ED. Mietvilla | Villa Karlstraße 10                                                   |
| Villa Käthe-Kollwitz-Straße 4                           | Käthe-Kollwitz-Straße 4 (Lage)         | KOE       | 1902/04                              | Adolf Neumann (Entwurf ev. Felix Sommer)                                                              | ED. Mietvilla mit Einfriedung | Villa Käthe-Kollwitz-Straße 4                                         |
| Mietvilla Käthe-Kollwitz-Straße 6                       | Käthe-Kollwitz-Straße 6 (Lage)         | KOE       | 1902/04                              | Adolf Neumann (Entwurf ev. Felix Sommer)                                                              | ED. Mietvilla | Mietvilla Käthe-Kollwitz-Straße 6                                     |
| Villa Greif                                             | Käthe-Kollwitz-Straße 8 (Lage)         | KOE       | 1881/82                              | Moritz Große                                                                                          | ED. Villa mit Nebengebäude | Villa Greif                                                           |
| Villa Käthe-Kollwitz-Straße 10                          | Käthe-Kollwitz-Straße 10 (Lage)        | KOE       | 1880/81                              | Moritz Große                                                                                          | ED. Villa | Villa Käthe-Kollwitz-Straße 10                                        |
| Villa Käthe-Kollwitz-Straße 12                          | Käthe-Kollwitz-Straße 12 (Lage)        | KOE       | 1878/79                              | Moritz Große                                                                                          | ED. Mietvilla | Villa Käthe-Kollwitz-Straße 12                                        |
| Villa Käthe-Kollwitz-Straße 13                          | Käthe-Kollwitz-Straße 13 (Lage)        | KOE       | 1874–76                              | Moritz Große                                                                                          | ED. Mietvilla | Villa Käthe-Kollwitz-Straße 13                                        |
| Villa Käthe-Kollwitz-Straße 16                          | Käthe-Kollwitz-Straße 16 (Lage)        | KOE       | um 1880                              | Moritz Große                                                                                          | ED. Villa mit Teilen der Einfriedung | Villa Käthe-Kollwitz-Straße 16                                        |
| Villa Käthe-Kollwitz-Straße 26                          | Käthe-Kollwitz-Straße 26 (Lage)        | NDL       | 1879–81, 1892                        | August Große, Adolf Neumann (Anbau)                                                                   | ED. Villa | Villa Käthe-Kollwitz-Straße 26                                        |
| Villa Kellereistraße 1                                  | Kellereistraße 1 (Lage)                | NDL       | um 1910                              | | ED. Villa | Villa Kellereistraße 1                                                |
| Mietvilla Emil Otto Grün                                | Kellereistraße 3 (Lage)                | NDL       | 1906/07                              | Adolf Menzel                                                                                          | ED. Mietvilla | Mietvilla Emil Otto Grün                                              |
| Mietvilla Gustav Otto Neubert                           | Kellereistraße 8 (Lage)                | NDL       | 1900                                 | Adolf Neumann                                                                                         | ED. Mietshaus | Mietvilla Gustav Otto Neubert                                         |
| Villa Hedwig                                            | Körnerweg 2 (Lage)                     | NDL       | vor 1871                             | Gebrüder Ziller                                                                                       | ED. Villa, Torbogen an der Westseite des Grundstücks. Bewohner: Herbert König                                                                          | Villa Hedwig                                                          |
| Villa Fanny Fischer                                     | Körnerweg 3 (Lage)                     | NDL       | 1911                                 | Oskar Menzel (Entwurf), Johannes Eisold (Bau)                                                         | ED. Mietvilla mit Einfriedung. Eigentümer: Julius Dehne                                                                                                | Villa Fanny Fischer                                                   |
| Villa Dora                                              | Körnerweg 10 (Lage)                    | NDL       | um 1880, 1910                        | Ernst Claus (Ausbau)                                                                                  | ED. Landhausartige Villa mit Einfriedung. Bewohner: Emil Peschel                                                                                       | Villa Dora                                                            |
| Landhaus Marie Bödewig                                  | Kottenleite 22 (Lage)                  | NAU       | 1899                                 | Alfred Große                                                                                          | ED. Wohnhaus | Landhaus Marie Bödewig                                                |
| Hofmann-Villa, Lindenhaus, Villa Lindenhaus             | Ledenweg 2a, 2b (Lage)                 | KOE       | 1915/16                              | Felix Sommer                                                                                          | ED WLG. Villa mit Nebengebäude, Toreinfahrt und Park. Erwähnung im Dehio. Besitzer: Johannes Wilhelm Hofmann                                           | Hofmann-Villa                                                         |
| Einfamilienhaus Wilhelm Hofmann                         | Ledenweg 8 (Lage)                      | KOE       | 1934/35                              | Gebrüder Kießling                                                                                     | ED. Fabrikantenvilla mit Einfriedung? Besitzer: Johannes Wilhelm Hofmann                                                                               | Einfamilienhaus Wilhelm Hofmann                                       |
| Mietvilla August Große                                  | Ledenweg 13 (Lage)                     | NDL       | 1890/91                              | August Große                                                                                          | ED. Villa in Ecklage | Mietvilla August Große                                                |
| Villa Paul Gottlieb Kunze                               | Ledenweg 14 (Lage)                     | NDL       | 1878, 1907                           | F. A. Bernhard Große (Umbau)                                                                          | ED. Wohnhaus. Wohnsitz: Alfred Naumann | Ledenweg 14                                                           |
| Villa Ledenweg 21                                       | Ledenweg 21 (Lage)                     | NDL       | 1880                                 | Gebrüder Große                                                                                        | ED. Villa | Ledenweg 21                                                           |
| Villa Feierabend                                        | Ledenweg 22 (Lage)                     | NDL       | 1883/84                              | Moritz Große                                                                                          | Denkmalschutz nach 2008 aufgehoben. Wohnhaus | Ledenweg 22                                                           |
| Villa Salbach                                           | Ledenweg 39 (Lage)                     | NDL       | 1896/98, 1902                        | F. A. Bernhard Große                                                                                  | ED. Mietvilla. Bewohnerin: Clara Salbach | Ledenweg 39                                                           |
| Villa Ledenweg 41                                       | Ledenweg 41 (Lage)                     | NDL       | 1897–99, 1927/28                     | F. A. Bernhard Große, Alfred Tischer (Entwurf Erweiterung), Felix Sommer (Bau)                        | ED. Mietvilla | Ledenweg 41                                                           |
| Villa Friedrich Hermann Hausmann                        | Ledenweg 43 (Lage)                     | NDL       | 1897                                 | F. A. Bernhard Große                                                                                  | ED. Mietvilla | Ledenweg 43                                                           |
| Landhaus Lindenaustraße 1                               | Lindenaustraße 1 (Lage)                | NDL       | 1916/17                              | Schilling & Graebner                                                                                  | Kein Denkmalschutz. Landhaus. Villenkolonie Altfriedstein                                                                                              | Landhaus Lindenaustraße 1                                             |
| Landhaus Lutzmann                                       | Lindenaustraße 3 (Lage)                | NDL       | 1906                                 | Schilling & Graebner (Entwurf Oskar Menzel)                                                           | ED. Kleine Villa mit Einfriedung. Villenkolonie Altfriedstein                                                                                          | Landhaus Lutzmann, Giebelansicht                                      |
| Landhaus Paul Schramm                                   | Lindenaustraße 6 (Lage)                | NDL       | 1908/09                              | Felix Sommer (Entwurf), Rose & Röhle (Bau)                                                            | ED. Mietvilla mit Einfriedung. Villenkolonie Altfriedstein                                                                                             | Landhaus Paul Schramm                                                 |
| Landhaus Lindenaustraße 7                               | Lindenaustraße 7 (Lage)                | NDL       | 1903/04                              | Schilling & Graebner (Entwurf Heino Otto)                                                             | ED. Mietvilla mit Einfriedung. Villenkolonie Altfriedstein                                                                                             | Landhaus Lindenaustraße 7                                             |
| Villa Oskar Möbius, Nebengebäude der Villa Oskar Möbius | Lindenaustraße 9, 9a (Lage)            | NDL       | 1907/08                              | Oskar Möbius, Alfred Große (Bau)                                                                      | ED. Villa mit Nebengebäude und Einfriedung. Villenkolonie Altfriedstein                                                                                | Villa Oskar Möbius                                                    |
| Haus Händel                                             | Lindenaustraße 12 (Lage)               | NDL       | 1905                                 | Felix Sommer                                                                                          | ED. Mietvilla mit Einfriedung | Haus Händel                                                           |
| Mietvilla Lößnitzstraße 6                               | Lößnitzstraße 6 (Lage)                 | KOE       | 1886–88                              | Ernst Kießling                                                                                        | ED. Mietshaus | Mietvilla Lößnitzstraße 6                                             |
| Villa Johann Gottlieb Roch                              | Ludwig-Richter-Allee 5 (Lage)          | KOE       | 1875/76                              | Adolf Neumann                                                                                         | ED. Villa | Villa Johann Gottlieb Roch                                            |
| Königs-Pavillon, Töchterheim Sallawa                    | Ludwig-Richter-Allee 6 (Lage)          | NDL       | 1875–77, 1927/28                     | Adolf Neumann, Alfred Tischer                                                                         | ED. Villa mit Einfriedung. Besitzer Adolf Neumann, Melitta und Helene Meyer genannt von Sallawa und Radau                                              | Königs-Pavillon                                                       |
| Villa Augusta                                           | Ludwig-Richter-Allee 7 (Lage)          | KOE       | 1877                                 | Adolf Neumann                                                                                         | ED. Villa | Villa Augusta                                                         |
| Villa Rossija                                           | Ludwig-Richter-Allee 8 (Lage)          | NDL       | 1885/86                              | Adolf Neumann                                                                                         | ED. Villa | Villa Rossija                                                         |
| Villa Ludwig-Richter-Allee 9                            | Ludwig-Richter-Allee 9 (Lage)          | NDL       | 1879/80                              | Adolf Neumann                                                                                         | ED. Villa | Villa Ludwig-Richter-Allee 9                                          |
| Villa Franziska, Villa Elias                            | Ludwig-Richter-Allee 15 (Lage)         | NDL       | 1881/82                              | Adolf Neumann                                                                                         | ED. Villa | Villa Franziska                                                       |
| Villa Ludwig-Richter-Allee 17                           | Ludwig-Richter-Allee 17 (Lage)         | NDL       | 1888/89                              | Adolf Neumann                                                                                         | ED. Villa mit Umfriedung. Radebeuler Bauherrenpreis 2004                                                                                               | Villa Ludwig-Richter-Allee 17                                         |
| Mietvilla Heinrich Schrader                             | Ludwig-Richter-Allee 24 (Lage)         | NDL       | 1909/10, 1928–31                     | Felix Sommer, Franz Jörissen (Anbau)                                                                  | ED. Wohnhaus mit Eckpavillon und Einfriedung. Villenkolonie Altfriedstein                                                                              | Mietvilla Heinrich Schrader, Straßenansicht                           |
| Landhaus Ludwig-Richter-Allee 27                        | Ludwig-Richter-Allee 27 (Lage)         | NDL       | 1902/03, 1910                        | Schilling & Graebner (Entwurf Heino Otto), Felix Sommer (Altananbau)                                  | ED. Mietvilla mit Einfriedung. Villenkolonie Altfriedstein                                                                                             | Landhaus Ludwig-Richter-Allee 27                                      |
| Landhaus Paul Nieschke                                  | Ludwig-Richter-Allee 28 (Lage)         | NDL       | 1906, 1914                           | Schilling & Graebner (Entwurf Heino Otto), F. W. Eisold (Verandaanbau)                                | ED. Mietvilla mit Einfriedung. Villenkolonie Altfriedstein                                                                                             | Landhaus Paul Nieschke, Ludwig-Richter-Allee 28                       |
| Einfamilienhaus Ludwig-Richter-Allee 30                 | Ludwig-Richter-Allee 30 (Lage)         | NDL       | 1905                                 | Schilling & Graebner                                                                                  | Kein Denkmalschutz. Einfamilienhaus. Villenkolonie Altfriedstein                                                                                       | Ludwig-Richter-Allee 30                                               |
| Einfamilienhaus Ludwig-Richter-Allee 31                 | Ludwig-Richter-Allee 31 (Lage)         | NDL       | 1905/06                              | Schilling & Graebner                                                                                  | Kein Denkmalschutz. Einfamilienhaus. Villenkolonie Altfriedstein                                                                                       | Ludwig-Richter-Allee 31                                               |
| Einfamilienhaus Ludwig-Richter-Allee 32                 | Ludwig-Richter-Allee 32 (Lage)         | NDL       | 1905/06                              | Schilling & Graebner                                                                                  | Kein Denkmalschutz. Einfamilienhaus. Villenkolonie Altfriedstein                                                                                       | Ludwig-Richter-Allee 32                                               |
| Villa Glückauf                                          | Ludwig-Richter-Allee 33 (Lage)         | NDL       | 1905/06                              | Schilling & Graebner                                                                                  | Kein Denkmalschutz. Einfamilienhaus. Villenkolonie Altfriedstein                                                                                       | Einfamilienhaus Ludwig-Richter-Allee 33                               |
| Mietvilla Lutherstraße 4                                | Lutherstraße 4 (Lage)                  | KOE       | 1896/97                              | Ernst Kießling                                                                                        | ED. Mietshaus mit Einfriedung | Mietvilla Lutherstraße 4                                              |
| Villa Lutherstraße 6                                    | Lutherstraße 6 (Lage)                  | KOE       | 1896/97                              | Ernst Kießling                                                                                        | ED. Villa. Schmuckglasfenster mit Landschaftsmotiven                                                                                                   | Villa Lutherstraße 6                                                  |
| Villa Makarenkostraße 5                                 | Makarenkostraße 5 (Lage)               | NDL       | 1900/01                              | Hugo Große                                                                                            | ED. Mietvilla mit Einfriedung. Bewohner: Max Witschel                                                                                                  | Villa Makarenkostraße 5                                               |
| Landhaus Adolph Künzelmann                              | Makarenkostraße 7 (Lage)               | NDL       | 1911                                 | Johannes Heinsius                                                                                     | ED. Mietvilla mit Einfriedung | Landhaus Adolph Künzelmann                                            |
| Villa Ernst Hermann Vogel                               | Makarenkostraße 8 (Lage)               | NDL       | 1899/1900                            | Heinrich Hertzschuch                                                                                  | ED. Landhausartige Villa | Villa Ernst Hermann Vogel                                             |
| Landhaus Beschke                                        | Meißner Straße 158 (Lage)              | NDL       | um 1905, 1914, 1934                  | Patitz & Lötzsch (Erweiterung), Felix Sommer (Anbauten)                                               | ED. Mietvilla mit Einfriedung, heute eine Sozialeinrichtung des Arbeiter-Samariter-Bundes                                                              | Landhaus Beschke                                                      |
| Villa Tanger                                            | Meißner Straße 159 (Lage)              | KOE       | 1873                                 | Gebrüder Ziller                                                                                       | ED WLG. Villa mit Nebengebäude und Gartenanlage | Villa Tanger, Gartenanlage                                            |
| Villa Meißner Straße 162                                | Meißner Straße 162 (Lage)              | NDL       | 1872                                 | Gebrüder Ziller (Nebengebäude)                                                                        | ED. Villenartiges Wohnhaus | Villa Meißner Straße 162                                              |
| Mietvilla Meißner Straße 220                            | Meißner Straße 220 (Lage)              | KOE       | 1895/96, 1941                        | Adolf Neumann, Max Czopka (Umbau)                                                                     | ED. Mietvilla | Mietvilla Meißner Straße 220                                          |
| Villa Germania                                          | Meißner Straße 221 (Lage)              | KOE       | 1873–75                              | H. Richter                                                                                            | ED. Villa | Villa Germania                                                        |
| Mietvilla Friedrich August Goebel                       | Meißner Straße 223 (Lage)              | KOE       | 1882                                 | Adolf Neumann                                                                                         | ED. Mietvilla | Mietvilla Friedrich August Goebel                                     |
| Villa Dora                                              | Meißner Straße 226 (Lage)              | KOE       | um 1860, 1891, 1932                  | | ED. Villa mit Einfriedung. Bewohner: Lenelies Höhle-Gadegast                                                                                           | Villa Dora                                                            |
| Villa Saxonia                                           | Meißner Straße 241 (Lage)              | KOE       | 1873–75                              | | ED. Villa. Bewohner: Joseph Hallbauer. Erwähnung im Dehio                                                                                              | Villa Saxonia                                                         |
| Villa Meißner Straße 243                                | Meißner Straße 243 (Lage)              | KOE       | um 1870, 1892                        | Moritz Große (Anbau)                                                                                  | ED. Villa mit Pergola | Villa Meißner Straße 243                                              |
| Villa Meißner Straße 244                                | Meißner Straße 244 (Lage)              | KOE       | vor 1870, 1870, 1881–99, 1901        | Alfred Große (Pferdestall), Moritz Große (Mehrere Umbauten), Ernst Kießling (Nebengebäude)            | ED. Villa mit Anbau | Villa Meißner Straße 244                                              |
| Villa Friedrich Wilhelm Schwenk                         | Meißner Straße 247 (Lage)              | KOE       | 1870                                 | Moritz Große, Alfred Große (Ausbau)                                                                   | ED. Villa. Bewohner: Friedrich Wilhelm Schwenk, Gerlinde Queißer, Max Manfred Queißer                                                                  | Villa Friedrich Wilhelm Schwenk                                       |
| Villa Meißner Straße 250                                | Meißner Straße 250 (Lage)              | KOE       | um 1860/1870                         | F. A. Bernhard Große                                                                                  | ED. Wohnhaus. Bewohner: Oskar Ernst Bernhardt | Villa Meißner Straße 250                                              |
| Villa Friedrich Edmund Pröls                            | Meißner Straße 253 (Lage)              | KOE       | 1864–66, 1937 (Anbau)                | Moritz Große, Patitz & Lötzsch (Anbau)                                                                | ED. Wohnhaus mit Anbau und Einfriedung | Villa Friedrich Edmund Pröls                                          |
| Villa Bernhard Aufschläger                              | Meißner Straße 255 (Lage)              | KOE       | 1875–77                              | | ED. Villa. Eigentümer: Albert Aufschläger, Gustav Aufschläger                                                                                          | Villa Bernhard Aufschläger                                            |
| Villa Sonnblick                                         | Meißner Straße 256 (Lage)              | KOE       | um 1900                              | | ED. Villa im sogenannten altdeutschen Stil | Villa Sonnblick                                                       |
| Mietvilla Meißner Straße 280                            | Meißner Straße 280 (Lage)              | KOE       | 1886–88                              | Moritz Große                                                                                          | ED. Villa | Mietvilla Meißner Straße 280                                          |
| Villa Louise                                            | Meißner Straße 289 (Lage)              | KOE       | 1867/68                              | Hugo Große                                                                                            | ED. Wohnhaus | Villa Louise                                                          |
| Villa Tini                                              | Meißner Straße 290 (Lage)              | KOE       |                                      | | Kein Denkmalschutz. Bewohnerin: Ernestine 'Tini' Schumann-Heink                                                                                        | Villa Tini                                                            |
| Villa Theresia                                          | Meißner Straße 292 (Lage)              | KOE       | 1889, 1910, 1916–18                  | Moritz Große, Alfred Große (Umbau)                                                                    | ED. Villa, mit Putten | Villa Meißner Straße 292                                              |
| Villa Meißner Straße 296                                | Meißner Straße 296 (Lage)              | KOE       | 1892–94                              | Moritz Große                                                                                          | ED. Mietvilla. Radebeuler Bauherrenpreis 2001 | Villa Meißner Straße 296                                              |
| Villa Meißner Straße 297                                | Meißner Straße 297 (Lage)              | KOE       | um 1870                              | | ED. Villa mit Einfriedung | Villa Meißner Straße 297                                              |
| Villa Meißner Straße 299                                | Meißner Straße 299 (Lage)              | KOE       | 1889                                 | Moritz Große                                                                                          | ED. Villenartiges Wohnhaus | Villa Meißner Straße 299                                              |
| Villa Eduard Adolf Böhland                              | Meißner Straße 317 (Lage)              | NAU       | 1886–88                              | Alfred Große                                                                                          | ED. Villa | Villa Eduard Adolf Böhland                                            |
| Landhaus Meißner Straße 322                             | Meißner Straße 322 (Lage)              | NAU       | 1879/80                              | Edmund Böhland                                                                                        | ED. Villa mit Teilen der Einfriedung | Landhaus Meißner Straße 322                                           |
| Landhaus Richard Nitzschke                              | Mittlere Bergstraße 12 (Lage)          | NAU       | 1910/11                              | J. Arthur Bohlig (Entwurf), Alfred Große (Bau)                                                        | ED. Villa | Landhaus Richard Nitzschke                                            |
| Landhaus Alban Mannschatz                               | Mittlere Bergstraße 14 (Lage)          | NAU       | 1912/13                              | J. Arthur Bohlig (Entwurf), E. W. Säurig (Bau)                                                        | ED. Villa | Landhaus Alban Mannschatz                                             |
| Meyerburg, Landsitz Meyer                               | Mohrenstraße 5 (Lage)                  | NDL       | 1911/12                              | Schilling & Graebner (Entwurf), F. W. Eisold (Bau)                                                    | ED. Villa mit Gartenlaube. Erwähnung im Dehio. Villenkolonie Altfriedstein                                                                             | Meyerburg                                                             |
| Villa Columbia                                          | Mohrenstraße 14 (Lage)                 | NAU       | 1894/95, 1929, 1933, 1963            | Edmund Oscar Hacault                                                                                  | ED. Villa. Mohrenstraße 14 oder 16 war Wohnsitz von Burkhart Ebe                                                                                       | Villa Columbia                                                        |
| Villa Moritzburger Straße 8                             | Moritzburger Straße 8 (Lage)           | KOE       | 1882/83                              | F. A. Bernhard Große                                                                                  | ED. Wohnhaus | Villa Moritzburger Straße 8                                           |
| Haus Steineck                                           | Moritzburger Straße 19 (Lage)          | NDL       | 1868, 1877                           | Friedrich Rößler                                                                                      | ED. Villa mit Einfriedung | Haus Steineck                                                         |
| Villa Anna                                              | Moritzburger Straße 37 (Lage)          | NDL       | 1890/1900                            | | ED. Mietvilla. Eigentümer Oskar Wilhelm Schuster | Villa Anna                                                            |
| Haus Herbig                                             | Moritzburger Straße 40 (Lage)          | NDL       | 1870/80, 1876                        | Moritz Große (Nebengebäude)                                                                           | ED. Villa. Erwähnung im Dehio | Haus Herbig                                                           |
| Villa Hermann Thessius                                  | Moritzburger Straße 41 (Lage)          | NDL       | 1888, 1922                           | Bruno Adam, Oskar Menzel (Erweiterung)                                                                | ED. Mietvilla mit Einfriedung | Villa Hermann Thessius                                                |
| Haus Arendts                                            | Moritzburger Straße 42 (Lage)          | NDL       | 1860/61                              | | ED. Villa mit Einfriedung | Haus Arendts                                                          |
| Villa Amicitiae                                         | Moritzburger Straße 50 (Lage)          | NDL       | 1898/99                              | Hugo Große                                                                                            | ED. Landhausartige Villa | Villa Amicitiae                                                       |
| Villa Moritzburger Straße 52                            | Moritzburger Straße 52 (Lage)          | NDL       | 1898/99                              | Hugo Große                                                                                            | ED. Mietvilla | Villa Moritzburger Straße 52                                          |
| Villa Moritzburger Straße 54                            | Moritzburger Straße 54 (Lage)          | NDL       | 1899/1900                            | Hugo Große                                                                                            | ED. Mietvilla | Villa Moritzburger Straße 54                                          |
| Mietvilla Alfred Staeding                               | Moritzburger Straße 56 (Lage)          | NDL       | 1911                                 | Felix Sommer                                                                                          | ED. Mietvilla | Mietvilla Alfred Staeding                                             |
| Mietvilla Albin Leibelt                                 | Moritzburger Straße 57 (Lage)          | KOO       | 1900                                 | Alfred Große                                                                                          | ED. Mietvilla | Mietvilla Albin Leibelt                                               |
| Villa Ehrgott Wagner                                    | Moritzburger Straße 59 (Lage)          | KOO       | 1899                                 | Hugo Große                                                                                            | ED. Mietvilla | Villa Ehrgott Wagner                                                  |
| Villa Bella Vista                                       | Moritzburger Straße 60 (Lage)          | NDL       | 1897–99                              | Hugo Große                                                                                            | ED. Mietvilla | Villa Bella Vista                                                     |
| Villa Krüger, Berliner Haus, Herrnsdorfsche Villa       | Neue Straße 12 (Lage)                  | KOE       | 1858, 1890 (Umbau)                   | Alfred Neumann                                                                                        | ED WLG. Villa mit Toranlage und Garten | Villa Krüger, Straßenansicht mit Tor                                  |
| Mietvilla Neufriedstein 4                               | Neufriedstein 4 (Lage)                 | NDL       | um 1890                              | | ED. Mietshaus | Mietvilla Neufriedstein 4                                             |
| Villa Nordstraße 4                                      | Nordstraße 4 (Lage)                    | NDL       | 1884–86, 1901                        | Hugo Große (Dachausbau)                                                                               | ED. Mietshaus. Bewohner: Theodor Lobe | Villa Nordstraße 4                                                    |
| Villa Obere Bergstraße 1                                | Obere Bergstraße 1 (Lage)              | NDL       | 1870/80, 1890–93, 1902               | F. A. Bernhard Große (Bauarbeiten), Johannes Heinsius (Eckpavillon)                                   | ED. Villa, Eckpavillon und Einfriedung | Villa Obere Bergstraße 1                                              |
| Villa Obere Bergstraße 7                                | Obere Bergstraße 7 (Lage)              | NDL       | 1874–76                              | Jacob Traugott Petzold                                                                                | ED. Villa | Villa Obere Bergstraße 7                                              |
| Rotes Haus                                              | Obere Bergstraße 12 (Lage)             | NDL       | 1895–97                              | Gebrüder Große (Bau)                                                                                  | ED. Villa. Erwähnung im Dehio | Rotes Haus                                                            |
| Mietvilla Carl Semper                                   | Obere Bergstraße 13 (Lage)             | NDL       | 1892/93, 1898–1900                   | Ernst Kießling, Adolf Neumann (Umbau Seitengebäude)                                                   | ED. Villa mit Nebengebäude | Mietvilla Carl Semper                                                 |
| Villa Albert Kuntze                                     | Obere Bergstraße 14, 16 (Lage)         | NDL       | 1899/01                              | Oskar Menzel                                                                                          | ED. Villa (Nr. 16) mit Torgebäude (Nr. 14) | Villa Albert Kuntze                                                   |
| Villa Dorothee                                          | Obere Bergstraße 20 (Lage)             | NDL       | 1872/76                              | Adolf Neumann                                                                                         | ED. Villa. Erwähnung im Dehio | Villa Dorothee                                                        |
| Villa Oswald                                            | Obere Bergstraße 42 (Lage)             | NDL       | um 1860, 2. H. 18. Jh. (Anbau), 1880 | August Große (Erhöhung)                                                                               | ED. Landhaus mit Anbau | Villa Oswald, von der Straße aus                                      |
| Mietvilla Obere Bergstraße 54                           | Obere Bergstraße 54 (Lage)             | NDL       | 1897/98                              | Adolf Neumann                                                                                         | ED. Mietvilla | Obere Bergstraße 54                                                   |
| Villa Obere Bergstraße 56                               | Obere Bergstraße 56 (Lage)             | NDL       | 1896/97                              | Adolf Neumann                                                                                         | ED. Villa mit Nebengebäude und Einfriedung | Obere Bergstraße 56                                                   |
| Villa Barbara                                           | Obere Bergstraße 57 (Lage)             | NDL       | 1879/80                              | | Denkmalschutz bereits vor Sanierung aufgehoben. Villa mit Villengarten. Radebeuler Bauherrenpreis 2004                                                 | Villa Obere Bergstraße 57                                             |
| Villa Luise                                             | Obere Bergstraße 58 (Lage)             | NDL       | um 1895                              | | ED. Villa | Obere Bergstraße 58                                                   |
| Mietvilla Obere Bergstraße 64                           | Obere Bergstraße 64 (Lage)             | NDL       | 1892                                 | Adolf Neumann                                                                                         | ED. Mietvilla | Mietvilla Obere Bergstraße 64                                         |
| Mietvilla Antonie Welte                                 | Obere Bergstraße 82 (Lage)             | NDL       | 1898                                 | F. A. Bernhard Große                                                                                  | ED. Mietvilla | Mietvilla Antonie Welte                                               |
| Villa d’Orville von Löwenclau                           | Oscar-Pletsch-Straße 1 (Lage)          | KOE       | 1882–84, 1895                        | Friedrich Ernst Kießling, (Erweiterung)                                                               | ED. Mietvilla | Villa d’Orville von Löwenclau                                         |
| Villa Glückauf                                          | Paradiesstraße 1 (Lage)                | NDL       | um 1875/85                           | | ED. Villa mit Veranda und Einfriedung | Villa Glückauf                                                        |
| Villa Paradiesstraße 3                                  | Paradiesstraße 3 (Lage)                | NDL       | um 1880                              | | ED. Villa mit Stützmauer und Brunnen. Vor der Denkmalliste 2012 unter der Adresse Meißner Straße 150.                                                  | Villa Paradiesstraße 3                                                |
| Mietvilla Robert Wilhelm Häbold                         | Paradiesstraße 5 (Lage)                | NDL       | 1898/99                              | Ernst Grafe                                                                                           | ED. Mietvilla mit Stützmauer | Mietvilla Robert Wilhelm Häbold                                       |
| Landhaus Paul Melchers                                  | Paradiesstraße 15 (Lage)               | NDL       | 1919/20                              | | ED. Villa mit Teilen der Einfriedung | Landhaus Paul Melchers                                                |
| Villa August Ramm                                       | Paradiesstraße 18 (Lage)               | NDL       | 1896                                 | Gebrüder Ziller                                                                                       | ED. Villenartiges Wohnhaus | Villa August Ramm                                                     |
| Villa „Unser Heim“                                      | Paradiesstraße 22 (Lage)               | NDL       | 1878/79, 1937                        | Gebrüder Ziller, Otto Rometsch (Garage)                                                               | ED. Landhausartige Villa | Villa „Unser Heim“                                                    |
| Mietvilla Emil Reibestein                               | Paradiesstraße 26 (Lage)               | NDL       | 1899/1900                            | Gebrüder Ziller                                                                                       | ED. Mietvilla mit Einfriedungsmauer, in Ecklage | Mietvilla Emil Reibestein                                             |
| Haus Sydow, Villa Madelon                               | Paradiesstraße 36 (Lage)               | NDL       | 1852, 2005/06                        | | ED. Villa mit Einfriedung | Haus Sydow, auch Villa Madelon                                        |
| Villa Waldhof                                           | Paradiesstraße 46 (Lage)               | NDL       | 1862                                 | Moritz Ziller                                                                                         | ED. Landhausartige Villa mit Nebengebäude und Einfriedung. Erwähnung im Dehio                                                                          | Villa Waldhof                                                         |
| Landhaus Mehlhorn                                       | Paradiesstraße 48 (Lage)               | NDL       | 18. Jh., 1862, 1875, 1908            | Moritz Ziller (Anbau), Georg Heinsius von Mayenburg (Entwurf), Paul Ziller (Bauleitung)               | Denkmalschutz aufgehoben. Landhausartig umgebautes Winzerhaus mit villenartigem Anbau                                                                  | Landhaus Mehlhorn                                                     |
| Haus im Eck                                             | Paradiesstraße 56 (Lage)               | NDL       | 1924                                 | Otto Rometsch                                                                                         | ED DNA. Villa mit Garten | Grundhof, Paradiesstraße 56                                           |
| Haus im Garten                                          | Paradiesstraße 58 (Lage)               | NDL       | 1906                                 | Otto Rometsch, Adolph Suppes                                                                          | ED. Villa mit Nebengebäude? und Einfriedung | Grundhof, Paradiesstraße 58                                           |
| Landhaus Perle                                          | Paulsbergweg 32 (Lage)                 | ZIT       | um 1890                              | | ED. Landhaus mit Turm | Landhaus Perle von Süden                                              |
| Villa Elisabeths Ruhe                                   | Prof.-Wilhelm-Ring 10 (Lage)           | NDL       | 1903                                 | Schilling & Graebner                                                                                  | Kein Denkmalschutz. Villa mit Stützmauer. Villenkolonie Altfriedstein                                                                                  | Villa Elisabeths Ruhe                                                 |
| Landhaus Prof.-Wilhelm-Ring 16                          | Prof.-Wilhelm-Ring 16 (Lage)           | NDL       | 1903                                 | Schilling & Graebner                                                                                  | ED. Mietvilla mit Stützmauer und Einfriedung. Villenkolonie Altfriedstein                                                                              | Prof.-Wilhelm-Ring 16                                                 |
| Landhaus Prof.-Wilhelm-Ring 18                          | Prof.-Wilhelm-Ring 18 (Lage)           | NDL       | 1906                                 | Schilling & Graebner                                                                                  | Kein Denkmalschutz. Landhaus. Villenkolonie Altfriedstein                                                                                              | Landhaus Prof.-Wilhelm-Ring 18                                        |
| Villa Alfred Sparbert                                   | Prof.-Wilhelm-Ring 19 (Lage)           | NDL       | 1907                                 | Schilling & Graebner                                                                                  | ED. Villa mit Einfriedung. Villenkolonie Altfriedstein. Bewohner Alfred Sparbert                                                                       | Villa Alfred Sparbert                                                 |
| Villa Prof.-Wilhelm-Ring 20                             | Prof.-Wilhelm-Ring 20 (Lage)           | NDL       | 1902                                 | Schilling & Graebner                                                                                  | ED. Mietvilla mit Substruktion. Villenkolonie Altfriedstein. Bewohner Martin Andersen Nexø                                                             | Prof.-Wilhelm-Ring 20                                                 |
| Villa Schwarze                                          | Prof.-Wilhelm-Ring 26 (Lage)           | NDL       | 1907/08                              | Adolf Neumann (Bau), Carl Fischer (Entwurf)                                                           | ED. Villa mit Einfriedung, Villenkolonie Altfriedstein. Radebeuler Bauherrenpreis 2003                                                                 | Villa Schwarze                                                        |
| Mietvilla Carl August Böhmer                            | Rennerbergstraße 7 (Lage)              | NDL       | 1901, 1939                           | Gebrüder Große, Albert Patitz (Anbau)                                                                 | ED. Mietvilla mit Pavillon und Einfriedung. Erich Weber                                                                                                | Mietvilla Carl August Böhmer                                          |
| Mietvilla Rennerbergstraße 9                            | Rennerbergstraße 9 (Lage)              | NDL       | 1901, 1911                           | Gebrüder Große, F. W. Eisold (Anbau)                                                                  | ED. Mietvilla mit Einfriedung. Bewohner Walter König                                                                                                   | Mietvilla Rennerbergstraße 9                                          |
| Villa Sancerre                                          | Rennerbergstraße 11, 11a (Lage)        | NDL       | um 1900, 1912                        | | ED. Mietvilla mit Kutscherhaus. Bewohner: Gussy Ahnert                                                                                                 | Villa Sancerre                                                        |
| Mietvilla Rennerbergstraße 12                           | Rennerbergstraße 12 (Lage)             | NDL       | 1898, 1999                           | | ED. Mietvilla. Radebeuler Bauherrenpreis 1999 | Mietvilla Rennerbergstraße 12                                         |
| Mietvilla Rennerbergstraße 14                           | Rennerbergstraße 14 (Lage)             | NDL       | 1900                                 | Adolf Neumann                                                                                         | ED. Mietvilla mit Teilen der Einfriedung | Mietvilla Rennerbergstraße 14                                         |
| Mietvilla Robert-Koch-Straße 3                          | Robert-Koch-Straße 3 (Lage)            | NDL       | 1897/98                              | Gebrüder Große                                                                                        | ED. Mietvilla | Mietvilla Robert-Koch-Straße 3                                        |
| Mietvilla Maria Lorenz                                  | Rosa-Luxemburg-Platz 5 (Lage)          | NDL       | 1893                                 | | ED. Mietshaus | Mietvilla Maria Lorenz                                                |
| Landhaus Schuchstraße 2                                 | Schuchstraße 2 (Lage)                  | NDL       | 1867/69                              | Gebrüder Ziller                                                                                       | ED. Villa mit Anbau und Einfriedung | Landhaus Schuchstraße 2                                               |
| Villa Schuchstraße 4                                    | Schuchstraße 4 (Lage)                  | NDL       | 1870er Jahre, 1912                   | Gebrüder Ziller, Georg Heinsius von Mayenburg (Anbau)                                                 | ED. Villa | Villa Schuchstraße 4                                                  |
| Villa Magda                                             | Schuchstraße 6 (Lage)                  | NDL       | vor 1872                             | Gebrüder Ziller                                                                                       | ED. Landhausartige Villa. Bewohner: Holm Eppendorff | Villa Magda                                                           |
| Villa Schuch                                            | Schuchstraße 15/17 (Lage)              | NDL       | 1866                                 | Moritz Ziller                                                                                         | Kein Denkmalschutz. Landhausartige Villa. Bewohner: Ernst von Schuch, Clementine von Schuch-Proska, Liesel Schuch-Ganzel                               | Villa Schuch.                                                         |
| Erweiterungsgebäude von Dr. Kadners Sanatorium          | Schweizerstraße 3 (Lage)               | NDL       | 1892                                 | Adolf Neumann                                                                                         | ED. Mietvilla mit Einfriedung | Schweizerstraße 3                                                     |
| Villa Schweizerstraße 5                                 | Schweizerstraße 5 (Lage)               | NDL       | 1893/94                              | Friedrich Ernst Grafe                                                                                 | ED. Landhausartige Villa | Schweizerstraße 5                                                     |
| Villa Schweizerstraße 6                                 | Schweizerstraße 6 (Lage)               | NDL       | 1891/92                              | Carl Käfer                                                                                            | ED. Landhausartige Villa mit Einfriedung | Schweizerstraße 6                                                     |
| Villa Schweizerstraße 13                                | Schweizerstraße 13 (Lage)              | NDL       | um 1895                              | | ED. Villa mit Einfriedung | Schweizerstraße 13                                                    |
| Villa Schweizerstraße 15                                | Schweizerstraße 15 (Lage)              | NDL       | um 1870, vor 1885                    | Gebrüder Ziller                                                                                       | ED. Landhausartige Villa mit Nebengebäude | Schweizerstraße 15                                                    |
| Villa Schweizerstraße 23                                | Schweizerstraße 23 (Lage)              | NDL       | um 1890                              | | ED. Landhausartige Villa | Schweizerstraße 23                                                    |
| Landhaus Kurt Keller                                    | Terrassenstraße 1 (Lage)               | NDL       | 1908/09                              | Otto Stäber                                                                                           | ED. Villa | Landhaus Kurt Keller                                                  |
| Mietvilla Thomas-Mann-Straße 1                          | Thomas-Mann-Straße 1 (Lage)            | NDL       | 1891/92, 1926                        | Oscar Wend & Paul Eger                                                                                | ED. Mietvilla mit Einfriedung | Mietvilla Thomas-Mann-Straße 1                                        |
| Mietvilla Thomas-Mann-Straße 2                          | Thomas-Mann-Straße 2 (Lage)            | NDL       | 1891/92, 1914                        | Oscar Wend & Paul Eger                                                                                | ED. Mietvilla mit Einfriedung | Mietvilla Thomas-Mann-Straße 2                                        |
| Mietvilla Johann Heinrich Winkler                       | Thomas-Mann-Straße 3 (Lage)            | NDL       | 1897/98                              | Adolf Neumann                                                                                         | ED. Mietvilla | Thomas-Mann-Straße 3                                                  |
| Mietvilla Hugo Große                                    | Thomas-Mann-Straße 4 (Lage)            | NDL       | 1895                                 | Hugo Große                                                                                            | ED. Mietvilla, Bewohner: Hugo Große | Thomas-Mann-Straße 4                                                  |
| Villa Garke                                             | Thomas-Mann-Straße 6 (Lage)            | NDL       | 1896/97, nach 1897                   | Hugo Große, Alfred Große (Anbau)                                                                      | ED. Mietvilla mit Einfriedung. Besitzer: Charles Garke                                                                                                 | Thomas-Mann-Straße 6                                                  |
| Mietvilla Wilhelm-Busch-Straße 1                        | Wilhelm-Busch-Straße 1 (Lage)          | KOE       | 1898/99                              | Adolf Neumann                                                                                         | ED. Mietvilla | Mietvilla Wilhelm-Busch-Straße 1                                      |
| Mietvilla Wilhelm-Busch-Straße 8                        | Wilhelm-Busch-Straße 8 (Lage)          | KOE       | 1890                                 | Adolf Neumann                                                                                         | ED. Mietvilla. Bewohner: Leopold von Dallmer | Mietvilla Wilhelm-Busch-Straße 8                                      |
| Villa Wilhelm-Busch-Straße 9                            | Wilhelm-Busch-Straße 9 (Lage)          | NDL       | um 1890                              | | ED. Villa | Villa Wilhelm-Busch-Straße 9                                          |
| Villa Rosenheim                                         | Wilhelm-Busch-Straße 10 (Lage)         | NDL       | 1891/92                              | Adolf Neumann                                                                                         | Kein Denkmalschutz. Mietvilla | Villa Rosenheim                                                       |
| Villa Adolf Neumann                                     | Wilhelm-Busch-Straße 11 (Lage)         | NDL       | 1888                                 | Adolf Neumann                                                                                         | ED. Villa. Adolf Neumanns Bauunternehmung mit danebenliegendem Bauhof (Wilhelm-Busch-Straße 11a, heute Dachdeckerunternehmen)                          | Villa Adolf Neumann                                                   |
| Mietvilla Wilhelm-Busch-Straße 12                       | Wilhelm-Busch-Straße 12 (Lage)         | NDL       | 1893/94                              | Adolf Neumann                                                                                         | ED. Mietvilla mit Einfriedung | Mietvilla Wilhelm-Busch-Straße 12                                     |
| Mietvilla Felix Sommer                                  | Wilhelm-Busch-Straße 16 (Lage)         | NDL       | 1909/10                              | Felix Sommer                                                                                          | ED. Mietvilla | Mietvilla Felix Sommer                                                |
| Mietvilla Wilhelm-Eichler-Straße 7                      | Wilhelm-Eichler-Straße 7 (Lage)        | KOE       | um 1880                              | | ED. Mietvilla | Mietvilla Wilhelm-Eichler-Straße 7                                    |
| Mietvilla Wilhelm Ludwig Schumann                       | Wilhelm-Eichler-Straße 11 (Lage)       | KOE       | 1876                                 | Moritz Große                                                                                          | ED. Mietvilla | Mietvilla Wilhelm Ludwig Schumann                                     |
| Mietvilla Wilhelm-Eichler-Straße 17                     | Wilhelm-Eichler-Straße 17 (Lage)       | KOE       | um 1895                              | | ED. Mietvilla in Ecklage | Mietvilla Wilhelm-Eichler-Straße 17                                   |
| Villa Gustav Adolph Hultsch                             | Wilhelm-Eichler-Straße 19 (Lage)       | KOE       | 1891–93                              | Moritz Große                                                                                          | ED. Villa mit Einfriedung, in Ecklage | Villa Gustav Adolph Hultsch                                           |
| Villa Wilhelmstraße 3                                   | Wilhelmstraße 3 (Lage)                 | NDL       | um 1880                              | | ED. Wohnhaus, landhausartige Villa | Villa Wilhelmstraße 3                                                 |
| Villa Gringmuth                                         | Winzerstraße 3 (Lage)                  | NDL       | 1840                                 | | ED. Wohnhaus mit Einfriedung | Villa Gringmuth                                                       |
| Villa J. Paul Liebe                                     | Winzerstraße 27 (Lage)                 | NDL       | 1874–76                              | August Große                                                                                          | ED. Landhausartige Villa | Villa J. Paul Liebe                                                   |
| Villa Coelestine von Stechow                            | Winzerstraße 28 (Lage)                 | NDL       | vor 1875, 1877/78                    | August Große                                                                                          | ED. Villa und westliches Hinter- bzw. Nebengebäude (Remise), mit Einfriedung?                                                                          | Villa Coelestine von Stechow                                          |
| Haus Salem                                              | Winzerstraße 34 (Lage)                 | NDL       | 1871/1872, um 1910, 1915             | Moritz Große (Ursprungsbau), Gebrüder Kießling (Entwurf Umbau), Alfred Große (Umbau)                  | ED. Villa, als Altenheim genutzt, ehemaliges Schwestern-Erholungsheim der Diakonissenanstalt Dresden                                                   | Haus Salem                                                            |
| Landhaus Winzerstraße 35                                | Winzerstraße 35 (Lage)                 | NDL       | um 1850                              | | ED WLG. Wohnhaus mit Garten | Landhaus Winzerstraße 35                                              |
| Mietvilla Jacob Traugott Petzold                        | Winzerstraße 38 (Lage)                 | NDL       | 1877, 1912                           | Felix Sommer (Umbau)                                                                                  | ED. Villa | Mietvilla Jacob Traugott Petzold                                      |
| Villa Maximilian August von Schmieden                   | Winzerstraße 43 (Lage)                 | NDL       | 1872                                 | August Große                                                                                          | ED. Landhaus mit ehemaligem Waschhaus, Garten und Einfriedung. Besitzer Maximilian August von Schmieden, August von Schmieden                          | Villa Maximilian August von Schmieden                                 |
| Mietvilla Winzerstraße 47                               | Winzerstraße 47 (Lage)                 | NDL       | 1894                                 | Moritz Große                                                                                          | Kein Denkmalschutz. Landhausartige Villa mit Einfriedung                                                                                               | Mietvilla Winzerstraße 47                                             |
| Villa Baltenhorst                                       | Winzerstraße 55 (Lage)                 | NDL       | 1891/92                              | Ernst Kießling                                                                                        | ED. Mietvilla mit Einfriedung | Villa Baltenhorst                                                     |
| Villa Winzerstraße 60                                   | Winzerstraße 60 (Lage)                 | NDL       | 1891                                 | Moritz Große                                                                                          | ED. Landhausartige Villa mit Einfriedung? | Villa Winzerstraße 60                                                 |
| Villa Thuja                                             | Winzerstraße 61a (Lage)                | NDL       | 1890/91                              | Carl Käfer                                                                                            | ED. Wohnhaus | Villa Winzerstraße 61a                                                |
| Villa Friedensreich                                     | Winzerstraße 73 (Lage)                 | NDL       | um 1890                              | | ED. Wohnhaus. Mietvilla | Villa Friedensreich                                                   |
| Villa Zillerstraße 1                                    | Zillerstraße 1 (Lage)                  | NDL       | spätestens 1874                      | Gebrüder Ziller                                                                                       | ED. Mietvilla mit Seitenflügel und Einfriedung, in Ecklage                                                                                             | Villa Zillerstraße 1                                                  |
| Villa Laetitia                                          | Zillerstraße 2 (Lage)                  | NDL       | 1873                                 | | ED WLG. Villa (ohne Anbauten), mit Villengarten (Gartendenkmal), Gartenpavillon und Einfriedung                                                        | Villa Laetitia                                                        |
| Villa Zillerstraße 3                                    | Zillerstraße 3 (Lage)                  | NDL       | 1874/76                              | Gebrüder Ziller                                                                                       | ED. Villa | Villa Zillerstraße 3                                                  |
| Villa Zillerstraße 4                                    | Zillerstraße 4 (Lage)                  | NDL       | 1874/76                              | Gebrüder Ziller                                                                                       | ED. Villa mit Nebengebäude | Villa Zillerstraße 4                                                  |
| Villa Zillerstraße 5                                    | Zillerstraße 5 (Lage)                  | NDL       | 1878, 1931                           | Gebrüder Ziller, Schilling & Graebner, Johannes Eisold (Anbau)                                        | ED. Villa mit Nebengebäude und Einfriedung | Villa Zillerstraße 5                                                  |
| Villa Zillerstraße 6                                    | Zillerstraße 6 (Lage)                  | NDL       | 1873                                 | Gebrüder Ziller                                                                                       | ED. Landhausartige Villa mit Einfriedung | Villa Zillerstraße 6                                                  |
| Villa Käthe                                             | Zillerstraße 7 (Lage)                  | NDL       | 1889                                 | Carl Käfer (Entwurf), Gebrüder Ziller, Paul Ziller (Umbau)                                            | ED. Mietvilla. Bewohner: Woldemar Lippert | Villa Käthe                                                           |
| Landhaus Käthe                                          | Zillerstraße 10 (Lage)                 | NDL       | um 1890                              | Gebrüder Ziller                                                                                       | ED. Landhausartige Villa mit Einfriedung | Landhaus Käthe                                                        |
| Villa Zillerstraße 11                                   | Zillerstraße 11 (Lage)                 | NDL       | 1876                                 | Gebrüder Ziller                                                                                       | ED. Villa. Bewohner: Ewald Jammers, Antonius Jammers                                                                                                   | Villa Zillerstraße 11                                                 |
| Villa Zillerstraße 13                                   | Zillerstraße 13 (Lage)                 | NDL       | 1874                                 | Gebrüder Ziller                                                                                       | Kein Denkmalschutz. Villa, heute Ärztehaus. Pendant zum Gotischen Haus als Eingangssituation in die südliche Zillerstraße, vom Zillerplatz aus         | Ärztehaus Zillerstraße 13                                             |
| Villa Zillerstraße 16                                   | Zillerstraße 16 (Lage)                 | NDL       | 1907                                 | Gebrüder Ziller (Entwurf Max Steinmetz)                                                               | Kein Denkmalschutz. Mietvilla mit Einfriedung | Zillerstraße 16                                                       |
| Mietvilla Otto/Lange                                    | Zillerstraße 19 (Lage)                 | NDL       | 1903–05                              | Felix Sommer                                                                                          | ED. Mietvilla mit Einfriedung | Mietvilla Otto/Lange                                                  |
| Mietvilla Ernst Robert Richter                          | Zillerstraße 21 (Lage)                 | NDL       | 1896/97                              | Gebrüder Ziller                                                                                       | ED. Mietvilla mit Einfriedung | Mietvilla Ernst Robert Richter                                        |
| Mietvilla Zillerstraße 23                               | Zillerstraße 23 (Lage)                 | NDL       | 1898                                 | Hugo Große                                                                                            | ED. Mietvilla mit Einfriedung | Mietvilla Zillerstraße 23                                             |